# James Paul Gee
James Gee (/dʒi:/; Estats Units, 15 d'abril de 1948) és un investigador americà que ha treballat en els camps de la psicolingüística, l'anàlisi del discurs, la sociolingüística, l'educació bilingüe i l'alfabetització. Actualment, Gee és professor presidencial d'estudis sobre l'alfabetització de la facultat Mary Lou Fulton de la Universitat Estatal d'Arizona, originàriament va ser nomenat al Mary Lou Fulton Institute and Graduate School of Education. Gee és professor afiliat del grup Games, Learning, and Society a la Universitat de Wisconsin–Madison i és membre de l'Acadèmia Nacional d'Educació dels Estats Units d'Amèrica.

## Jocs
Més recentment, el treball de Gee s'ha centrat en els principis d'aprenentatge dels videojocs i com aquests principis d'aprenentatge es poden aplicar a l'etapa preescolar, primària i secundària. Els videojocs, quan tenen èxit, són molt bons per desafiar els jugadors. Motiven els jugadors a perseverar i al mateix temps ensenyen els jugadors com jugar. Gee va començar el seu treball sobre videojocs identificant trenta-sis principis d'aprenentatge que es troben presents –però no exclusivament– en el disseny de videojocs bons. Gee defensa l'aplicació d'aquests principis a l'aula. Els identifica com a: 1) el principi de l'aprenentatge actiu i crític, 2) el principi de disseny, 3) el principi semiòtic, 4) el principi del domini semiòtic, 5) el principi del pensament metanivell, 6) el principi de moratòria psicològica, 7) el principi del compromís amb l'aprenentatge, 8) el principi d'identitat, 9) el principi d'autoaprenentatge, 10) el principi d'amplificació dels “inputs”, 11) el principi de consecució, 12) el principi de la pràctica, 13) el principi de l'aprenentatge en procés, 14) el principi del “règim de competència”.

## Bons principis d'aprenentatge en els videojocs
Gee condensa i agrupa aquests principis fins i tot amb més cura en un article publicat a continuació de l'aparició del seu llibre sobre aprenentatge i videojocs. Defensa que la bona educació implica “aplicar els principis fructífers de l'aprenentatge que els bons dissenyadors de jocs han descobert, tant si fem servir un joc com si no com a portador d'aquests principis”. Així, doncs, Gee organitza la llista condensada de bons principis d'aprenentatge en tres grups centrats en l'estudiant, respectuosos amb l'aula (“classroom friendly”): “estudiants empoderats; resolució de problemes; comprensió”.
Sota l'epígraf “estudiants empoderats”, Gee inclou els principis d'aprenentatge de “co-disseny”, de “personalització”, d'”identitat” i de “manipulació i coneixement distribuït”. Aquests principis incorporen la idea que un estudiant compromès té una actitud activa a l'hora de dissenyar i personalitzar la seva pròpia experiència d'aprenentatge, que pot aprendre assumint papers nous (per exemple explorant orientacions acadèmiques o conjunts d'habilitats especialitzades en papers simulats) i se sent “més realitzat i empoderat quan pot manipular eines poderoses de maneres complexes que amplien la seva àrea d'eficàcia” (p. 8).
La categoria de resolució de problemes inclou els principis d'aprenentatge dels “problemes ben ordenats”, “problemes agradablement frustrants”, “cicles d'expertesa”, “informació sota demanda i just in time (just a temps)”, “fish tanks (peixeres)”, “sandboxes (calaixos de sorra)” i “habilitats com a estratègies”. En aquests tres principis, Gee defensa que la bastida i l'ordenació dels problemes a què s'enfronten els estudiants és clau per a mantenir-los exactament en la seva zona de desenvolupament pròxim en diferents nivells de formació d'habilitats. Per a cadascun d'aquests nivells, Gee precisa els elements essencials (presents en els últims quatre principis d'aprenentatge): informació acuradament prioritzada, fets rellevants i pertinents, i un conjunt d'habilitats relacionades amb què construir estratègies en un context segur i autèntic.
En el grup de principis de comprensió, Gee inclou el “pensament sistèmic” i el “significat com a imatge-acció”. En el “pensament sistèmic”, els estudiants tenen una perspectiva general del seu context d'aprenentatge com un sistema distint amb el seu propi conjunt de comportaments i de valors integrats que es reforcen de manera natural. Aquí, els significats de les paraules i els conceptes són clars, no per mitjà de “conferències, caps que parlen o generalitats” (p. 14), sinó per mitjà de les experiències que tenen els jugadors/estudiants – but through the experiences the players/students have (“significat com a imatge-acció”).
Els altres principis de Gee, tal com es troben a la pàgina 64 del seu llibre publicat l'any 2007 What Video Games have to Teach us about Learning and Literacy són: "Psychosocial Moratorium" principle, Committed Learning Principle, Identity Principle, Self-Knowledge Principle, Amplification of Input Principle, and Achievement Principle. A més a més, a la pàgina 68 del seu llibre, Gee encara enumera el principi de la pràctica, el principi de l'aprenentatge en procés i el principi del “règim de competència”.